# 2024 en Afrique du Sud
Chronologie de l'Afrique du Sud
- 2020
- 2021
- 2022
- 2023
- 2024
- 2025
- 2026
- 2027
- 2028

Cet article traite des événements qui se sont produits durant l'année 2024 en Afrique du Sud, ou concernant le pays.

## Événements

### Avril
- 3 avril : Nosiviwe Mapisa-Nqakula démissionne de son poste de président de l'Assemblée nationale à la suite d'une enquête anti-corruption[1].

### Mai
- 29 mai : élections générales en Afrique du Sud.

### Juin
- 4 juin : au moins onze personnes sont tuées par deux tornades dans la province du KwaZulu-Natal[2].
- 14 juin : élection présidentielle, Cyril Ramaphosa est réélu.

### Août
- 6 au 15 août : assemblée générale de l'Union astronomique internationale au Cap.
- 24 août : L'Afrique du Sud bloque le transfert de 50 000 obus d'artillerie achetés à la Pologne, invoquant des inquiétudes quant à leur envoi en Ukraine pour être utilisés dans la guerre russo-ukrainienne[3].

## Décès
- 29 avril : Dingaan Thobela, boxeur
- 9 mai : Yvonne Mokgoro, universitaire et juge
- 31 mai : Lionel Dyck, mercenaire zimbabwéen mort en Afrique du Sud
- juin : Jacques Freitag, athlète
- 25 juillet : Louis van Schoor, tueur en série
- 6 août  : Connie Chiume, actrice
- 13 septembre : Pravin Gordhan, homme politique
- 12 octobre : Tito Mboweni, homme politique
- 12 décembre : Annelie Botes, écrivaine

#### L'année sportive 2024 en Afrique du Sud
- Championnat d'Afrique du Sud de football 2023-2024
- Championnat d'Afrique du Sud de football 2024-2025
- Championnat d'Afrique du Sud féminin de football 2024
- Saison 2023-2024 du United Rugby Championship
- Saison 2024-2025 du United Rugby Championship

#### L'année 2024 dans le reste du monde
- L'année 2024 dans le monde
- 2024 par pays en Amérique, 2024 au Canada, 2024 au Québec, 2024 aux États-Unis
- 2024 en Europe, 2024 en Belgique, 2024 en France, 2024 en Italie, 2024 en Suisse
- 2024 en Afrique • 2024 par pays en Asie • 2024 par pays en Océanie
- 2024 aux Nations unies
- Décès en 2024